# 伊特尔
伊特尔（法語：Ittre，法語發音：[itʁ] ⓘ，法語發音：[ˈɪtər]）是比利时瓦隆大区瓦隆布拉班特省的一个市镇，西面和西南面与埃諾省接壤，通行法语，是比利时法语社群的一部分，面积34.92平方千米，人口6,865人（2018年1月1日）。